# Паралелі
«Паралелі» (англ. Parallels) — американський науково-фантастичний бойовик. Світова прем'єра стрічки відбулась 1 березня 2015 року на Netflix. З 31 березня того ж року стрічка доступна на платформах Amazon, iTunes, Xbox та інших.

## Сюжет
Ронан і Беатріс отримують повідомлення від батька, Алекса, про зустріч. В будинку батька вони не знаходять тата, але бачать дивний пристрій. Вони потрапляють в будівлю, яку описав Алекс. Споруда була вкрита графіті, які вказували на альтернативну реальність. Беатріс, Ронан і Гаррі розуміють, що потрапили в паралельний світ, коли побачили спустошену землю. Троє зустрічають Поллі, яка пояснює, що будівля транспортує у різні часові виміри та застерігає від спілкування з місцевими. Їх будить місцевий патруль. Капітан Стоун показує фото винуватця у нещодавньому терористичному акті. Ронан і Беатріс з жахом впізнають свого батька. Їм вдається втекти та забігти в будинок, щоб переміститися в інше місце. Вони потрапляють в розвинений світ. Група вирішує розділитися для швидшого пошуку Алекса.
Ронан і Поллі йдуть в будинок Алекса. Молодий чоловік зізнається, що звинувачує себе у смерті матері. Двоє знаходять попередження про небезпеку та втікають від нападу. Беатріс і Гаррі зламують комп'ютер. Вони дізнаються, що в цьому світі Алекс загинув внаслідок аварії, а Ронана взагалі не існувало. Повернувшись в будівлю, їм здається, що Ронана та Поллі викрав Тінкер. Алекс направляє Тінкера на верхній поверх, де той знайде відповіді.
Алекс розповідає дітям, що він і їхня мама не народилися в тому світі, який вони сприймають як домашній. Їм необхідно знайти матір та повернути в основний світ. Вони визначають, хто буде супроводжувати пошуки.

## У ролях
| Актор            | Роль           |
| ---------------- | -------------- |
| Марк Гапка       | Ронан Карвер   |
| Джессіка Рот     | Беатріс Карвер |
| Ерік Юнгман      | Гаррі          |
| Констанс Ву      | Поллі          |
| Йорго Константін | Алекс Карвер   |
| Майкл Монкс      | Тінкер         |
| Дейві Джей       | Стоун          |

## Створення фільму

### Виробництво
Зйомки фільму проходили в Луїзіані, США.

### Знімальна група
- Кінорежисер — Крістофер Леоне
- Сценаристи — Крістофер Леоне, Лора Гарком
- Кінопродюсер — Девід Брукс
- Композитор — Корі Аллен Джексон
- Кінооператор — Брайс Фортнер
- Кіномонтаж — Єн Данкан, Томас Верретте
- Художник-постановник — Грейсон Вілліс
- Художник-декоратор — Бретт Гесс
- Художник-костюмер — Доре Чермак
- Підбір акторів — Ліза Боурн, Раян Глоріосо[2]

## Сприйняття

### Критика
Фільм отримав змішані відгуки. На сайті Rotten Tomatoes оцінка стрічки становить 42 % на основі 447 відгуків від глядачів (середня оцінка 3,1/5). Фільму зарахований «розсипаний попкорн» від глядачів, Internet Movie Database — 6,2/10 (12 407 голосів).

### Номінації та нагороди
| Нагороди та номінації фільму «Паралелі» | Нагороди та номінації фільму «Паралелі»              | Нагороди та номінації фільму «Паралелі»                      | Нагороди та номінації фільму «Паралелі» | Нагороди та номінації фільму «Паралелі» | Нагороди та номінації фільму «Паралелі» |
| Рік                                     | Кінофестиваль/кінопремія                             | Категорія/нагорода                                           | Номінант                                | Результат                               |                                         |
| --------------------------------------- | ---------------------------------------------------- | ------------------------------------------------------------ | --------------------------------------- | --------------------------------------- | --------------------------------------- |
| 2014                                    | Голлівудські нагороди за музику в засобах інформації | Найкраща оригінальна музика — телешоу / потокове мультимедіа | Корі Аллен Джексон                      | Номінація                               |                                         |